# Vanessa Guzzo
Vanessa Guzzo Coelho (São Paulo, 8 de abril de 1980) más conocida por sus nombres artísticos Vanessa Guzzo y a Chorona do Ratinho, es una productora artística, directora de televisión, cantante, compositora y locutora de radio brasileña. Se hizo conocida por interpretar a un personaje que lloraba en el Programa do Ratinho, emitido por la cadena SBT. Es hija del humorista, cantante, compositor y productor de televisión Valentino Guzzo, que interpretó al personaje Vovó Mafalda en televisión, y hermana de la cantante, actriz y productora de televisión Beth Guzzo.
Como cantora participou do Programa do Bozo no SBT, cantando a música tema sou criança e do Programa Dó, Ré, Mi com Vovó Mafalda nas décadas de 80 e 90.
Actuó en televisión interpretando un personaje de Chorona do Ratinho, también fue directora de escena del programa desde 1999 hasta 2011. Presentó su programa de radio en Blink 102 en la ciudad de Campo Grande-MS en 2022.

## Carrera
Vanessa nació en São Paulo y empezó su carrera musical en 1985 grabando un tema cantando la canción sou criança en el LP de Vovó Mafalda. Después empezó a cantar en espectáculos como Bozo, Barros de Alencar y Dó, Ré,Mi con Vovó Mafalda. Como compositora hizo canciones grabadas por Vovó Mafalda, Xuxa y Galinha Pintadinha. Fue productora de algunos programas de tv como Programa do Ratinho, Programa Hebe, besándose con el real de Celso Portiolli, una hora de éxito y Programa Silvio Santos desde 1998 hasta 2011.
En 2022 tuvo su programa de radio en la ciudad de Campo Grande-MS.
En 2023 lanza un proyecto infantil hora de brincar como interprete.